# Oorgatbrug
De oorgatbrug is een van de kleinste beweegbare bruggen die er zijn. De brug draait om de horizontale y-as, loodrecht op het wegdek.
Hij bestaat uit twee schuin oplopende brugdelen aan beide zijden van het midden. In het midden van de brug zit de doorvaaropening voor het schip, het oorgat. Om ervoor te zorgen dat de zeilschepen de mast niet hoeven te strijken, kan in het midden van de brug een stuk wegdek van ongeveer één meter breed open draaien, volgens het principe van de valbrug. De brug is bedacht door de stadstimmerman van Amsterdam, Hendrick Jacobsz. Staets, die er in 1596 octrooi op kreeg. Als de mast de brug raakte ging het oorgat vanzelf open en het sloot zich ook weer vanzelf. In die tijd kon niet elke mast gestreken worden. 
Het grote nadeel van deze brug is dat de constructie niet is gebouwd om een heel groot stuk van de brug te openen, de opening wordt daardoor nooit meer dan ruim een meter. Door deze beperking is deze brug tegenwoordig bijna nergens meer te vinden. De oorgatbrug is voorbijgestreefd door de ophaalbrug en de basculebrug, die een veel grotere brugopening toelaten.
Rond 1850 zijn de laatste bruggen met oorgaten uit het stadsbeeld verdwenen. De wipbrug in Hindeloopen is een van de laatst overgebleven exemplaren.